# Ємелін Сергій Сергійович
Сергій Сергійович Ємелін (рос. Сергей Сергеевич Емелин; 1 травня 1991, м. Уфа, Росія) — російський хокеїст, центральний нападник. Виступає за «Салават Юлаєв» (Уфа) у Континентальній хокейній лізі. 
Вихованець хокейної школи «Салават Юлаєв» (Уфа). Виступав за «Салават Юлаєв-2» (Уфа), «Толпар» (Уфа), «Торос» (Нефтекамськ), «Салават Юлаєв» (Уфа).
Досягнення
- Чемпіон ВХЛ (2012).